# Cunene (tỉnh)
Cunene là một tỉnh của Angola. Diện tích tỉnh này là 87.342 km² với dân số 965.288 người. Tỉnh lỵ là Ondjiva. Các đô thị trong tỉnh này bao gồm Cahama, Kuvelai, Namakunde, Santa-Clara, Xangongo.
Cunene nằm ở phía bắc sông Cunene, sông tạo thành biên giới giữa Angola và Namibia (giáp các vùng Ohangwena, Omusati và Kunene).